# Alsbach (Nümbrecht)
Alsbach ist ein Ortsteil von Nümbrecht im Oberbergischen Kreis im südlichen Nordrhein-Westfalen innerhalb des Regierungsbezirks Köln.

## Lage und Beschreibung
Der Ort liegt in Luftlinie rund 3,95 km westlich vom Stadtzentrum von Nümbrecht entfernt.

## Geschichte

### Erstnennung
1320 oder 1349 wurde der Ort das erste Mal urkundlich erwähnt und zwar im „Lehnsverzeichnis der Abtei Siegburg“
Die Schreibweise der Erstnennung war Aspagh.

## Bus und Bahnverbindungen

### Bürgerbus
Haltestelle des Bürgerbuses der Gemeinde Nümbrecht.
Route:Lindscheid
- Oberelben - Nippes - Nümbrecht/Busbahnhof.

### Linienbus
Haltestelle: Alsbach
- 346 Nümbrecht Busbf, Nümbrecht Schulzentrum -(OVAG, Werktagsverkehr)